# Троян, Филип
Филип Троян (чеш. Filip Trojan; 21 февраля 1983, Тршебич, Чехословакия) — чешский футболист, полузащитник.

## Карьера
Филип начинал заниматься футболом в академии пражской «Славии», в 1999 году перешёл в немецкий «Шальке 04». В Гельзенкирхене Троян провел 5 лет, в основном выступая за вторую команду.
В 2004, после окончания контракта Филип подписал соглашение с «Бохумом». В 2007 году перешёл в «Санкт-Паули», заключив контракт на 2 года. Успешное выступление Филипа за клуб из Гамбурга привлекло внимание многих клубов. И в 2009 Троян, отклонив предложение руководства «Санкт-Паули» о продлении контракта, присоединился к «Майнцу». Однако в «Майнце» Троян редко стал появляться на поле, и был отдан на сезон 2010/11 в аренду в «Дуйсбург».
В июне 2011 Филип присоединился к дрезденскому «Динамо». В Дрездене Троян в первом же сезоне принял участие в 32 матчах и отличился 2 раза. В марте 2012 Филип подписал новое соглашение с клубом, рассчитанное до 30 июня 2014 года.